# フランソワーズ・ドボンヌ
フランソワーズ・ドボンヌ (Françoise d'Eaubonne; 1920年3月12日 - 2005年8月3日) は、フランスの作家、評論家。生涯にわたってフェミニスト、反植民地主義者、エコロジスト、死刑廃止運動家として闘いを続けた。1960年代後半から1970年代前半にかけて起こった女性解放運動 (MLF) を牽引し、1971年の同性愛革命行動戦線 (FHAR) の結成に参加。人工妊娠中絶の合法化を求める「343人のマニフェスト」に署名した。とりわけ、エコフェミニズムの提唱者として知られ、1978年にエコロジー・フェミニズム協会を設立。作家活動も精力的に続け、小説、詩、評論、伝記など60冊以上を発表した。

## 背景
フランソワーズ・ドボンヌは1920年3月12日、フランソワーズ・マリー＝テレーズ・ピストン・ドボンヌとしてパリ17区に生まれた。母方の祖父はドン・カルロス（カルロス・マリア・イシドロ・デ・ボルボーン）の即位を求める勢力カルリスタの蜂起に参加したが、敗北後、フランスへの亡命を余儀なくされた。ドボンヌの母ロシタ＝マリキータ・マルティネス・イ・フランコはフランスで生まれ、当時の女性としては珍しく理系を専攻。パリ大学でマリ・キュリー教授の講義を受けた。また、「社会的カトリシズム」として知られるマルク・サンニエが主宰した運動「シヨン」に参加し、ドボンヌの父エティエンヌ・ピストン・ドボンヌに出会った。父エティエンヌの家系には、アンティル諸島で奴隷制度廃止運動に参加した航海士がいる。キリスト教無政府主義者の父エティエンヌは保険会社の事務長、母ロシタ＝マリキータは教員であった。二人は5子をもうけ、フランソワーズは第3子であった。こうした知的・進歩的な環境で育ったフランソワーズは、とりわけ、結婚後も教員の仕事を続けていた母の影響を受け、幼い頃から母の仕事を通して女性に対する不平等に気づくようになった。

## 活動・思想

### 作家活動
一家は1930年頃にトゥールーズに引っ越した。ドボンヌはすでに10代から小説を書き始め、13歳でドゥノエル出版社主催の短編小説最優秀賞を受賞した。トゥールーズ文学・芸術大学に学び、学位はバカロレアまでであったが、独学で教員になり、仕事をしながら執筆活動を続けた。22歳で最初の詩集『魂の円柱 (Colonnes de l'âme)』を発表。2年後の1944年には小説『ヴァトーの心臓 (Le Cœur de Watteau)』を発表した。1942年にジュイヤール出版社を設立したルネ・ジュイヤールにその才能を見出され、1947年、小説『白隼の飛翔のように (Comme un vol de gerfauts)』により読者賞を受賞した。

### レジスタンス運動
一方、第二次大戦中の1942年には、「フランキー」という偽名を使ってトゥールーズのレジスタンス運動に参加し、主に機密文書や小包の配達やパンフレットの作成を担当した。戦時中に作家ジャック・オーバンクと結婚。一子をもうけたが、間もなく離婚。オーバンクとの付き合いを通じて、数学者ローラン・シュヴァルツ、哲学者ウラジーミル・ジャンケレヴィッチ、哲学者・社会学者のリュシアン・ゴルドマンらと知り合った。

### フェミニズム
1949年に出版されたシモーヌ・ド・ボーヴォワールの『第二の性』はドボンヌの一生涯にわたる大きな影響を与えた。ドボンヌは早速ボーヴォワールに会って親交を結び、1951年にフェミニストとしての最初の著書『ディアナ・コンプレックス (Le Complexe de Diane)』を発表した。ドボンヌは本書で、ギリシア・ローマ神話を分析し、女性が政治（権力）からどのように排除されたかについて解明。さらに、マルクス主義にフェミニズムの可能性を見出し、資本主義体制批判の一環としての家父長制批判を展開した。また、フェミニズムが提示する問題は、経済・社会問題以上に重要であるとし、社会主義による女性の解放を説いた。

### 反植民地主義
ドボンヌはすでに1945年に共産党に入党していたが、1956年にハンガリー動乱が起こると、多くの知識人が共産党を脱退した。ドボンヌも1956年に、アルジェリア戦争に対する共産党の態度に幻滅し、脱退。1960年、「アルジェリア戦争における不服従の権利に関する宣言」と題する「121人のマニフェスト」― アルジェリア戦争を合法的な独立闘争であると認め、フランス軍が行っている拷問を非難し、フランス人の良心的兵役拒否者を政府が尊重することを政府と市民に呼びかける公開状 (9月6日に『ヴェリテ＝リベルテ』誌に掲載) ― に署名した。このマニフェストには、ボーヴォワール、サルトル、クロード・ランズマン、ローラン・シュヴァルツ、ピエール・ヴィダル＝ナケらの多くの知識人が署名している。
1950年代から60年代にかけて、ジュイヤール社、カルマン＝レヴィ社、フラマリオン社などの大手出版社から原稿の下読みを引き受けながら、小説、評論、伝記、回想録など多くの著書を発表した。とりわけ、同性愛者のセクシャリティを探求し、『暗いエロス (Éros noir)』、『まだ男がいるのか ? (Y a-t-il encore des hommes?)』、『マイノリティのエロス (Éros minoritaire)』を著した。

### 女性解放運動
1968年の五月革命 (Mai 68) では、所属していたフランス文学者協会およびソルボンヌ大学を拠点として活動。さらに、五月革命を契機として起こった女性解放運動の担い手となり、1971年にギィー・オッカンガム、クリスティーヌ・デルフィ、ダニエル・ゲラン、ピエール・アーン、ローラン・ディスポ、エレーヌ・アゼラ、ジャン・ル・ビトゥー、ルネ・シェレール、パトリック・シャンドレールらと共に同性愛革命行動戦線(FHAR) を結成。LGBT運動の発端となった。
同年4月5日にはさらに、人工妊娠中絶の合法化を求め、自らの中絶経験を公にした「343人のマニフェスト」（通称「あばずれ女343人のマニフェスト」; 起草者はシモーヌ・ド・ボーヴォワール;『ヌーヴェル・オプセルヴァトゥール』紙第334号掲載）に署名。このマニフェストにはボーヴォワールやボビニー裁判の弁護士ジゼル・アリミのほか、後の女性権利大臣イヴェット・ルーディ、女性解放運動を牽引したクリスティーヌ・デルフィ、モニック・ウィティッグ、アントワネット・フーク、さらにはカトリーヌ・ドヌーヴ、マルグリット・デュラス、フランソワーズ・サガン、ヴィオレット・ルデュックらの著名人が名を連ね、思想信条、党派、活動分野等の違いを超えた大規模な運動となり、1974年の中絶の合法化（ヴェイユ法）への道を切り開いた。

### エコフェミニズム
エコフェミニズムは、ドボンヌが1974年に発表した『フェミニズムか、死か (Le Féminisme ou la mort)』において提唱した思想である。彼女は本書で、人類が直面している危機の原因は人口過多と資源破壊であるとし、男性による女性の支配と自然の支配は同じイデオロギーに基づいており、女性の受胎能力と大地の肥沃さの発見から家父長制が生まれたのであると論じた。さらに、男性優越主義（これをドボンヌは「ファロクラティスム」と名付けた）は本来女性が担っていた農業が男性の手に渡ったときに生まれたと考えられる、したがって、今後、地球を救う役割を担うのは女性であると主張し、この「新たなヒューマニズム」こそエコフェミニズムであるとした。こうしてドボンヌは、1978年にエコロジー・フェミニズム協会を設立した。ただし、この運動は、当時、フランスではほとんど反響を呼ばず、オーストラリアや米国において引き継がれ、大きな広がりを見せることになった。
1988年、ミシェル・デイラスらと共に「あらゆる種類の性差別と闘い、この闘いのために科学・歴史・文化研究を行うこと」を目的とした「SOSセクシズム」を設立した。

### 死刑廃止運動
ドボンヌはまた、ミシェル・フーコーとも親交を深め、フランスの刑務所制度や死刑制度に反対する活動を行った。この一環として、1976年、『リベラシオン』紙に「犯していない殺人の罪で懲役20年を言い渡されたフレンヌ刑務所の囚人ピエール・センナ、囚人番号645 513」と結婚すると発表し、物議を醸した。翌77年には、俳優のギ・ブドス、歌手のイヴァン・ドタンらと共に死刑廃止運動を行った（ロベール・バダンテール法相が提出した死刑廃止法案が可決されたのは1981年のことである）。

### 晩年
1980年代、ドボンヌは過激化の傾向を示すようになり、「対抗暴力」としてアクシオン・ディレクト（直接行動）やウルリケ・マインホフの死後のバーダー・マインホフ・グルッペ（ドイツ赤軍）を支持し、パンフレットや記事を書いた。
ドボンヌは孤独な晩年を送ったが、これは一つにはこうしたテロリスト・過激派との関わりのためであり、またエコフェミニズムの運動が当初、フランスではあまり取り上げられなかったこと、さらにはボーヴォワールやヴィオレット・ルデュックなど他のフェミニストの活動に比べて、ドボンヌの活動はあまりにも多岐にわたり、一般に理解されなかったためであるとされる。
2005年8月3日、パリにて死去、享年85歳。ペール・ラシェーズ墓地で火葬に付された。

## 著書

### 小説
- Le Cœur de Watteau (ヴァトーの心臓), 1944
- Comme un vol de gerfauts (白隼の飛翔のように), 1947 --- ジュイヤール社読者賞
- Belle Humeur ou la Véridique Histoire de Mandrin (上機嫌、またはマンドランの真実の物語), 1957
- J'irai cracher sur vos tombes (お前らの墓につばを吐いてやる), 1959 --- ボリス・ヴィアンは、ヴァーノン・サリヴァンのペンネームで発表した『お前らの墓につばを吐いてやる』[15]が絶版になった後、これに基づく戯曲および映画脚本を執筆。亡くなる数日前に、ドボンヌがこの戯曲・脚本に基づく新版『お前らの墓につばを吐いてやる』を書くことに同意した[16]。
- Les Tricheurs (詐欺師), 1959 --- マルセル・カルネ監督『危険な曲り角』(原題: Les Tricheurs) に基づく作品。
- Jusqu'à la gauche (左まで), 1963
- Les Bergères de l'Apocalypse (黙示録の女羊飼いたち), 1978
- On vous appelait terroristes (お前はテロリストだと言われた), 1979
- Je ne suis pas née pour mourir (死ぬために生まれたのではない), 1982
- Terrorist's blues (テロリストのブルース), 1987
- Floralies du désert (砂漠の花祭り), 1995

### 伝記
- La Vie passionnée d'Arthur Rimbaud (アルチュール・ランボーの情熱的人生), 1957
- La Vie passionnée de Verlaine (ヴェルレーヌの情熱的人生), 1959
- La Vie de Chopin (ショパンの生涯), 1964
- Une femme témoin de son siècle, Germaine de Staël (世紀の証人 ― ジェルメーヌ・ド・スタール), 1966 --- シュヴァス賞
- La Couronne de sable, vie d'Isabelle Eberhardt (砂の冠 ― イザベル・エベラールの生涯), 1967
- L'Éventail de fer ou la vie de Qiu Jin (鉄の扇 ― 秋瑾の生涯), 1977
- Moi, Kristine, reine de Suède (私、クリスティーナはスウェーデンの女王), 1979
- L'Impératrice rouge : moi, Jiang King, veuve Mao (赤い女帝 ― 私、江青は毛沢東の妻), 1981
- L'Amazone sombre : vie d'Antoinette Lix (陰鬱なアマゾン ― アントワネット・リックスの生涯), 1983
- Louise Michel la Canaque (カナックの女、ルイーズ・ミシェル), 1985
- Une femme nommée Castor (カストールと呼ばれた女), 1986 --- シモーヌ・ド・ボーヴォワールの伝記
- Les Scandaleuses (物議を醸す女たち), 1990
- L'Évangile de Véronique (聖ヴェロニカの福音), 2000

### 随筆・評論
- Le Complexe de Diane, érotisme ou féminisme (ディアナ・コンプレックス ― エロティシズムとフェミニズム), 1951
- Éros noir (暗いエロス), 1962
- Y a-t-il encore des hommes? (まだ男がいるのか ?), 1964
- Éros minoritaire (マイノリティのエロス), 1970
- Histoire et actualité du féminisme (フェミニズムの歴史と現状), 1972
- Le Féminisme ou la mort (フェミニズムか、死か), 1974
- Les Femmes avant le patriarcat (家父長制以前の女たち), 1976
- Contre violence ou résistance à l'état (対抗暴力または国家への抵抗), 1978
- Histoire de l'art et lutte des sexes (芸術史と性闘争), 1978
- Écologie et féminisme : révolution ou mutation ? (エコロジーとフェミニズム ― 革命か、突然変異か ?), 1978, 新版 Libre et Solidaire Éditeur, 2018
- S comme Sectes (セクトのS), 1982
- La Femme russe (ロシアの女), 1988
- Féminin et philosophie : une allergie historique (女性的なるものと哲学 ― 歴史的アレルギー), 1997
- La Liseuse et la Lyre (読書する女と竪琴), 1997
- Le Sexocide des sorcières (女魔法使いの性殺し), 1999

### 詩集
- Colonnes de l'âme (魂の円柱), 1942
- Démons et merveilles (悪魔と驚異), 1951
- Ni lieu, ni mètre (場所でもメートルでもなく), 1981

### 回想録
- Chienne de jeunesse (若い雌犬), 1965
- Les Monstres de l’été (夏の怪物), 1967